# 香川短期大学
香川短期大学（日语：／ Kagawa Tanki Daigaku *），简称香短（こうたん），是一所位于日本香川县绫歌郡宇多津町的私立短期大学。

## 概要

### 简介
- 学校最早可以追溯到1884年[1]。短期大学为于1967年开办[1]、由学校法人尽诚学园经营。

### 历史
- 1967年 香川短期大学成立并同时设置家政科[2]。。
- 1968年 家政科分离为家政专攻、食物营养专攻[2]。
- 1970年 幼儿教育学科成立[2]。
- 1973年 第三部成立于幼儿教育科[2]。
- 1987年 经营信息科成立[2]。
- 1988年 家政科变更为生活文化学科、家政专攻变更为生活文化专攻[2]。
- 2008年 幼儿教育学科变更为儿童学科[2]。

### 宪章
- 请参看香川短期大学的标志 （页面存档备份，存于） （日語） 2013年12月8日阅览。

## 学校环境
- 校区：在香川县绫歌郡宇多津町

## 历任校长
- 小野嘉明：第一代短期大学校长[3]。
- 石川浩：最后现在短期大学校长[4]

## 组织

### 学科
- 生活文化学科
  - 生活文化专攻
  - 食物营养专攻
  - 生活护理福利专攻
- 儿童学科
  - 第一部
  - 第三部
- 经营信息科

### 专科
| - 福利专攻 |

### 业余课程
| - 没有 |

### 附属学校
| - 幼儿园 |

### 附属机关
| - 附属图书馆 - 信息教育研究中心 - 地区交流中心 |

## 相关链接
- 日本短期大学列表